# Boris Williams
Boris Peter Bransby Williams (nacido el 24 de abril de 1957 en Versalles, Francia) es un baterista británico principalmente conocido por su larga etapa con The Cure (1984–1994). Previamente, había trabajado con otros artistas, como Thompson Twins, Kim Wilde, Strawberry Switchblade y Tomato City. Williams tuvo una relación con Caroline Crawley, cantante principal de Shelleyan Orphan.

## Vida y carrera
Williams nació en Versalles, Francia en abril de 1957, pero vivió sus primeros años en Belgrado hasta 1963, y más tarde se trasladó a Surrey. Tiene dos hermanos, Michael y Morgan y cuatro hermanas, Juliet, Caroline, Mira y Sarah. Empezó su carrera como músico profesional en 1976, de manera simultánea a lo que sería la primera formación de The Cure.

### The Cure
Williams entró a formar parte de The Cure en 1984, como baterista, en sustitución de Andy Anderson. Su primera actuación fue el 7 de noviembre de ese mismo año en Minneapolis, Minnesota, EE. UU. Durante el tiempo que permaneció en la banda, Williams participó del creciente éxito comercial de la banda, grabando los álbumes de estudio más aclamados de la banda: The head on the door, Kiss Me, Kiss Me, Kiss Me, Disintegration, y Wish. También apareció en los álbumes en directo Entreat, Paris, y Show así como en los vídeos para Staring at the Sea, The Cure in Orange, Picture Show, Galore y Greatest Hits. También colaboró en la grabación de Mixed Up.
Williams es considerado por muchos fanes de The Cure como su más representativo baterista. Algunas de sus líneas de batería más reconocibles son las que se pueden encontrar en los temas "Six Different Ways" y "Sinking" de The head on the door, "Icing Sugar", "The Kiss", "Torture" y "If Only Tonight We Could Sleep" de Kiss Me, Kiss Me, Kiss Me, "Closedown" y "Last Dance" de Disintegration, "Open" "Cut" y "From the Edge of the Deep Green Sea" de Wish.
Williams dejó la banda en 1994. Su último concierto fue el 13 de junio de 1993 en Finsbury Park, un concierto benéfico para la radio XFM de Londres. Williams formó entonces una banda llamada Babacar con su (por aquel entonces) novia, Caroline Crawley. En 2001 se reunió de forma breve con The Cure para la grabación acústica de su recopilatorio Greatest Hits. En 2004 estuvo presente en algunas de las sesiones de grabación del álbum The Cure. Desde que, en 2005, Porl Thompson regresara de manera oficial a la banda, muchos fanes han expresado su deseo de que Boris también haga lo propio.

## Colaboraciones
En 1989, antes de iniciar la gira "The Prayer Tour" con The Cure, Williams colaboró en dos canciones de Candleland, álbum debut de Ian McCulloch, vocalista de Echo and the Bunnymen. Una de ellas, Proud to Fall, que fue primer sencillo del disco, fue bien acogida por la crítica, llegando a ser número uno en las listas del "Modern Rock Tracks" de los Estados Unidos y se mantuvo en esa posición por cuatro semanas consecutivas. La otra canción en la que Williams prestó sus servicios de batería es The White Hotel.

## Discografía

### The Cure

#### Álbumes de estudio
- The head on the door (1985)
- Kiss Me, Kiss Me, Kiss Me (1987)
- Disintegration (1989)
- Wish (1992)

#### Álbumes en directo
- The Cure In Orange (1986), VHS
- Entreat (1991)
- Paris (1993)
- Show (1993)

#### Álbumes recopilatorios
- Mixed Up (1990)
- Galore (1997)
- Greatest Hits (2001)

### Thompson Twins
- Quick Step and Side Kick (1983)[1]

### Strawberry Switchblade
- Strawberry Switchblade (1985)[2]

### Ian McCulloch
- Candleland (1989)

### Shelleyan Orphan
- Humroot (1992)[3]
- We Have Everything We Need (2008)

### Babacar
- Babacar (1998)